# کوه‌های تراره
کوه‌های تراره (انگلیسی: Trara Mountains)، ناحیه‌ای کوهستانی در کشور الجزایر است که در ساحل شمال غربی این کشور با ارتفاع متوسط ۵۰۰ تا ۱٬۰۰۰ متر (۱٬۶۰۰ تا ۳٬۳۰۰ فوت) واقع شده است. بلندترین نقطه آن در سطح جبل فلاوسن با ارتفاع ۱٬۳۳۶ متر (۴٬۳۸۳ فوت) قرار دارد.
در واقع کوه‌های تراره یک رشته کوه ساحلی در امتداد غربی کوه‌های اطلس تلی هستند. این کوه‌ها در تل الوهرانی، بلوک کوهستانی را تشکیل می‌دهند که دسترسی به آن بسیار دشوار است. این توده کوهستانی به صورت قوسی کوهستانی بین دریای مدیترانه در شمال، دره وادی التافنه در شرق، وادی مویلح در جنوب و دره وادی قیس در غرب که مرز مراکش را تعیین می‌کند، ظاهر می‌شود. این فضا یک واحد جغرافیایی کاملاً مشخص را با توجه به ناهمواری‌های شرقی-غربی آن نشان می‌دهد که کاملاً در شمال ولایت تلمسان و شمال غربی ولایت عین تموشنت جریان دارد.
پوشش گیاهی این توده کوهستانی عمدتاً از درختان کاج و سرو تشکیل شده است.